# Kanton Schwarzenborn
Der Kanton Schwarzenborn war eine Verwaltungseinheit im Distrikt Hersfeld des Departements der Werra im napoleonischen Königreich Westphalen.  Hauptort des Kantons und Sitz des Friedensgerichts war die Stadt Schwarzenborn im heutigen Schwalm-Eder-Kreis.  Der Kanton umfasste 17 Dörfer und Weiler, hatte 4.251 Einwohner und eine Fläche von 2,28 Quadratmeilen.
Zum Kanton gehörten die Orte:
- Schwarzenborn, mit Kämershagen
- Appenfeld mit Hergetsfeld
- Christerode mit Hauptschwenda
- Ellingshausen mit Nausis
- Grebenhagen
- Hülsa
- Mühlbach
- Raboldshausen
- Saasen mit Ober- und Unter-Neuenstein
- Salzberg
- Wallenstein